# Oleandra werneri
Oleandra werneri là một loài dương xỉ trong họ Oleandraceae. Loài này được Rosenst. mô tả khoa học đầu tiên năm 1908.